# You (televisieserie)
You is een Amerikaanse televisieserie (thriller) van Warner Bros Studios, gebaseerd op een personage van de Amerikaanse schrijfster Caroline Kepnes. Het eerste seizoen van de serie is een verfilming van haar boek You en het tweede een verfilming van haar boek Hidden Bodies.

## Verhaal

### Plot
De serie You volgt het leven van Joe Goldberg, een charmante maar obsessieve, manipulatieve en psychopathische man. In zijn zoektocht naar ware liefde doet Joe er alles aan om de vrouw (en incidenteel een man) door wie hij geobsedeerd is voor zich te winnen, zelfs als dat betekent dat hij over lijken moet gaan. Het verhaal combineert spanning en morele ambiguïteit, waarbij de kijker vaak een haat-liefdeverhouding met Joe ontwikkelt.
Joe, gespeeld door Penn Badgley, is zowel de hoofdrolspeler als de verteller van de serie. Hij ziet zichzelf als een beschermengel, maar zijn "beschermingsdrang" leidt regelmatig tot moord, die hij rechtvaardigt door te geloven dat zijn slachtoffers het verdienen. Joe's inzicht in menselijk gedrag en verborgen motieven maakt hem zowel intrigerend als gevaarlijk.

### Individuele seizoenen

#### Seizoen 1
Joe Goldberg is de manager van een kleine boekwinkel in de stad New York. Tijdens zijn werk ontmoet hij Guinevere Beck, op wie hij meteen smoorverliefd wordt. Deze verliefdheid wordt al snel een obsessie en neemt vormen aan van stalking. Hij maakt gebruik van het internet om steeds meer over Beck te weten te komen, zo ook haar thuisadres. De obsessie neemt grote vormen aan en Goldberg wil ervoor zorgen dat Beck in zijn ogen het perfecte leven samen met hem krijgt, ook al moeten andere mensen hiervoor uit de weg geruimd worden; hij ontpopt zich tot seriemoordenaar. Door zijn bezitterigheid ziet hij zich uiteindelijk genoodzaakt om ook Beck zelf om te brengen. Het lukt hem om een ander voor de moord te laten opdraaien, en uit postuum eerbetoon aan zijn geliefde laat hij het boek uitgeven waar ze tot kort voor haar dood aan schreef.

#### Seizoen 2
Goldberg vlucht uit voorzorg naar Los Angeles om daar een nieuwe start te maken onder de valse naam Will Bettelheim, en neemt zich voor om niet meer aan zijn moordlust toe te geven. Goldberg vindt een baantje bij een grote, hippe boekwinkelketen. Hier loopt hij Love Quinn tegen het lijf, dochter van de directeur met een passie voor koken. De obsessie die Goldberg eerder voor Beck had, ontwikkelt hij nu voor Quinn, en hij neemt zich voor om deze relatie wél te laten slagen. Goldberg blijkt echter niet de enige te zijn die mensen uit de weg ruimt die hun relatie in de weg staan: Quinn doet op haar beurt hetzelfde. Wanneer Goldberg zich dit realiseert, besluit hij haar uit de weg te ruimen. Hij trekt zijn besluit in wanneer ze zwanger blijkt te zijn van hun kind.

#### Seizoen 3
Goldberg en Quinn zijn getrouwd en wonen met hun pasgeboren zoon Henry in Madre Linda. In deze nette, rustige buitenwijk ergens in de staat Californië proberen ze de schijn op te houden van een gelukkig huwelijk. Aanvankelijk ontwikkelt Goldberg een obsessie voor zijn buurvrouw Natalie, die hij niet volhoudt omdat Quinn over zijn schouder meekijkt. In plaats daarvan zoekt hij troost bij Marienne Bellamy, de lokale bibliothecaresse. Wanneer Quinn de affaire ontdekt, en Bellamy uit de weg probeert te ruimen, weet Bellamy op het nippertje naar het buitenland te vluchten en onder te duiken. Een woedende Quinn probeert hierop om Goldberg om te leggen. Deze is haar echter te slim af. Hij brengt haar om, duikt onder, en laat zijn zoon Henry achter bij een ongewenst kinderloos koppel dat goed voor zijn zoon zal zorgen.

#### Seizoen 4
Het vierde seizoen verkent de strijd tussen Goldbergs wens om te veranderen en zijn destructieve, psychopathische aard. Goldberg probeert aanvankelijk om zijn verdwenen geliefde Bellamy terug te vinden. Wanneer dat niet lukt, verhuist hij naar Londen waar hij onder de schuilnaam Jonathan Moore een baan vindt als docent Engelse literatuur aan een prestigieuze universiteit. Uit behoefte naar prestige zoekt hij contact met een groep rijke en prominente socialites, en leert hij de steenrijke kunstcriticus Kate Lockwood kennen. Ondertussen wordt hij geconfronteerd met een mysterieuze stalker die zijn echte identiteit kent. De stalker pleegt moorden binnen Goldbergs nieuwe sociale kring, en probeert deze moorden bij Goldberg in de schoenen te schuiven. Na een kat-en-muisspel waarin Goldberg de vermeende stalker vindt en vermoordt, ontdekt hij dat de stalker deels een hallucinatie is, voortkomend uit zijn eigen schuldgevoelens en innerlijke conflicten, en dat hij al die moorden zelf gepleegd heeft. In een vlaag van realiteitszin doet Goldberg een zelfmoordpoging, maar weet deze te overleven. Vervolgens weet hij Kate Lockwood - die in haar verleden als jurist ook geen schoon geweten heeft - van zijn goede intenties te overtuigen, en begint hij een nieuw leven met haar in New York. Hiermee keert het verhaal symbolisch terug naar het beginpunt van de serie, terwijl Joe zijn destructieve gedrag blijft rationaliseren en een gevaar blijft voor zijn omgeving.

#### Seizoen 5
Joe Goldberg heeft dankzij de macht en invloed van zijn steenrijke echtgenote zijn eigen identiteit, zijn vroegere boekwinkel in New York en zijn zoon Henry terug, en is van alle blaam gezuiverd. Zijn vrouw Kate Lockwood en hij verschijnen regelmatig in de bladen, en hij wordt in de pers als droomman afgeschilderd. Lockwood, inmiddels bestuursvoorzitter van het corrupte miljoenenbedrijf T.R. Lockwood Corporation, raakt in de problemen wanneer ze buiten de rest van het bestuur om een groot deel van de winst van het bedrijf schenkt aan goede doelen. Wanneer andere bestuursleden vervolgens proberen om haar met chantage buiten spel te zetten, ruimt Goldberg haar tegenstanders op. Lockwood begint hierop te twijfelen aan de intenties van haar echtgenoot en raakt van hem vervreemd. Goldberg raakt op zijn beurt gefascineerd door boekendief Bronte. Wat Goldberg niet weet, is dat Bronte bevriend was met Guinevere Beck, een slachtoffer van Goldberg in het eerste seizoen van de serie, en dat ze hem voor het gerecht wil brengen. Tegen haar oorspronkelijk plan in, valt Bronte echter voor de charmes van Goldberg en ontspint zich een romance. Wanneer hij echter haar vermeende ex-geliefde doodt, en de moord op live-stream wordt vastgelegd, wordt Goldberg terstond de nationale paria en vlucht hij met Bronte richting Canada. Bronte komt tot inkeer, weet Goldberg een bekentenis over Guinevere Beck te ontfutselen en Goldberg in de gevangenis te krijgen. Daar zit hij vervolgens meerdere keren levenslang uit, omringd door boeken en brieven van bewonderaars.

## Rolverdeling

### Hoofdrollen
- Penn Badgley, als Joe Goldberg / Will Bettelheim / Jonathan Moore
- Elizabeth Lail, als Guinevere Beck (seizoen 1-2, 4-5)
- Shay Mitchell, als Peach Salinger (seizoen 1)
- Luca Padovan, als Paco (seizoen 1, 5)
- Zach Cherry, als Ethan Russel (seizoen 1, 5)
- Ambyr Childers, als Candace Stone (seizoen 1-2)
- Victoria Pedretti, als Love Quinn (seizoen 2-4)
- James Scully, als Forty Quinn (seizoen 2-3)
- Carmela Zumbado, als Delilah Alves (seizoen 2)
- Jenna Ortega, als Ellie Alves (seizoen 2)
- Saffron Burrows, als Dottie Quinn (seizoen 2-3, 5)
- Tati Gabrielle, als Marienne Bellamy (seizoen 3-5)
- Shalita Grant, als Sherry Conrad (seizoen 3, 5)
- Travis Van Winkle, als Cary Conrad (seizoen 3, 5)
- Dylan Arnold, als Theo Engler (seizoen 3)
- Charlotte Ritchie, als Katherine "Kate" Galvin-Lockwood (seizoen 4-5)
- Tilly Keeper, als Lady Phoebe Borehall-Blaxworth (seizoen 4-5)
- Amy-Leigh Hickman, als Nadia Farran (seizoen 4-5)
- Ed Speleers, als Rhys Montrose (seizoen 4)
- Lukas Gage, als Adam Pratt (seizoen 4)
- Griffin Matthews, als Teddy Lockwood (seizoen 5)
- Anna Camp, als Raegan en Maddie Lockwood (seizoen 5)
- Madeline Brewer, als Bronte / Louise Flannery (seizoen 5)

### Bijrollen
- John Stamos, als Dr. Nicky (seizoen 1-2)
- Nicole Kang, als Lynn Lieser (seizoen 1)
- Kathryn Gallagher, als Annika Atwater (seizoen 1, 5)
- Mark Blum, als Mr. Mooney (seizoen 1)
- Daniel Cosgrove, als Ron (seizoen 1)
- Victoria Cartagena, als Claudia (seizoen 1)
- Lou Taylor Pucci, als Benjamin "Benji" Ashby Jr. III (seizoen 1)
- Hari Nef, als Blythe (seizoen 1)
- Magda Apanowicz, als Sandy Goldberg (seizoen 2-3)
- Robin Lord Taylor, als Will Bettelheim (seizoen 2, 5)
- Adwin Brown, als Calvin (seizoen 2)
- Chris D'Elia, als Joshua "Henderson" Bunter (seizoen 2)
- Charlie Barnett, als Gabe Miranda (seizoen 2)
- Marielle Scott, als Lucy Sprecher (seizoen 2)
- Melanie Field, als Sunrise Darshan Cummings (seizoen 2)
- Danny Vasquez, als David Fincher (seizoen 2)
- Dallas Skye, als Julliette Bellamy (seizoen 3-4)
- Ben Mehl, als Dante Ferguson (seizoen 3)
- Christopher O'Shea, als Andrew Tucker (seizoen 3)
- Bryan Safi, als Jackson Newhall (seizoen 3)
- Mackenzie Astin, als Gil Brigham (seizoen 3)
- Christopher Sean, als Brandon (seizoen 3)
- Shannon Chan-Kent, als Kiki (seizoen 3)
- Mauricio Lara, als Paulie (seizoen 3)
- Scott Speedman, als Matthew Engler (seizoen 3)
- Ayelet Zurer, als Dr. Chandra (seizoen 3)
- Scott Michael Foster, als Ryan Goodwin (seizoen 3)
- Kim Shaw, als zuster Fiona (seizoen 3)
- Michaela McManus, als Natalie Engler (seizoen 3)
- Stephen Hagan, als Malcolm Harding (seizoen 4)
- Adam James, als Elliot Tannenberg (seizoen 4)
- Brad Alexander, als Edward (seizoen 4)
- Aidan Cheng, als Simon Soo (seizoen 4)
- Niccy Lin, als Sophie Soo (seizoen 4)
- Eve Austin, als Gemma Graham-Greene  (seizoen 4)
- Ozioma Whenu, als Blessing Bosede (seizoen 4)
- Dario Coates, als Connie (seizoen 4)
- Sean Pertwee, als Vic (seizoen 4)
- Ben Wiggins, als Roald Walker-Burton (seizoen 4)
- Alison Pargeter, als Dawn Brown (seizoen 4)
- Greg Kinnear, als Tom Lockwood (seizoen 4)
- Frankie DeMaio, als Henry Quinn-Goldberg (seizoen 5)
- Pete Ploszek, als Harrison (seizoen 5)
- Natasha Behnam, als Dominique (seizoen 5)
- Tom Francis, als Clayton (seizoen 5)
- b, als Phoenix (seizoen 5)

## Uitzenddata
In eerste instantie werd de serie aangeboden via televisienetwerk Lifetime, maar tussen het eerste en tweede seizoen werd het verplaatst naar streamingdienst Netflix. Het eerste seizoen ging in première op 9 september 2018 en bestaat uit tien afleveringen. Een tweede seizoen van dezelfde lengte kwam online op 26 december 2019. Het derde seizoen, met wederom tien afleveringen, kwam uit op 15 oktober 2021. Seizoen vier had tevens tien afleveringen werd in twee delen uitgebracht. Het eerste deel werd op 9 februari 2023 uitgebracht, het tweede deel verscheen een maand later op 9 maart 2023.

## Ontvangst
De serie werd erg positief ontvangen door de kijkers. Op Rotten Tomatoes heeft de serie een score van 93% op basis van 60 beoordelingen. Metacritic komt op een score van 75/100, gebaseerd op 46 beoordelingen.
In de eerste maand dat het eerste seizoen van de serie op Netflix stond was hij al door ruim 40 miljoen kijkers bekeken.
Naast de positieve reacties en goede recensies werden Penn Badgley en Elziabeth Lail beiden in 2019 genomineerd voor een Satun Awards. Badgley in de categorie Beste acteur in een streaming productie en Lail in de categorie Beste actrice in een streaming productie, beide wisten echter de prijs niet te winnen.